# Kankintú
Kankintubotdä ou Kankintú est un corregimiento du district de Kankintú, dans la comarque Ngöbe-Buglé, au Panama. En 2010, la localité comptait une population de 5 009 habitants.